# Troussey
Troussey ist eine französische Gemeinde mit 470 Einwohnern (Stand 1. Januar 2022) im Département Meuse in der Region Grand Est (bis 2015 Lothringen). Sie gehört zum Arrondissement Commercy und zum Kanton Vaucouleurs.

## Geografie
Die Gemeinde Troussey liegt an der Maas (frz: Meuse) sowie am Rhein-Marne-Kanal, an der Einmündung des Canal de la Meuse (früher: Canal de l'Est, branche Nord), 14 Kilometer westlich von Toul auf einer Höhe zwischen 235 und 350 m über dem Meeresspiegel. Das Gemeindegebiet umfasst 17,26 km².

## Bevölkerungsentwicklung
| Jahr      | 1962 | 1968 | 1975 | 1982 | 1990 | 1999 | 2007 | 2019 |
| Einwohner | 384  | 360  | 302  | 283  | 318  | 318  | 400  | 461  |

## Sehenswürdigkeiten

Kirche Saint-Laurent

- Kirche Saint-Laurent